# Lissodynerus impulsus
Lissodynerus impulsus är en stekelart som först beskrevs av Smith 1865.  Lissodynerus impulsus ingår i släktet Lissodynerus och familjen Eumenidae. Inga underarter finns listade i Catalogue of Life.